# Blancs-Coteaux
Blancs-Coteaux es una comuna nueva francesa situada en el departamento de Marne, de la región de Gran Este.

## Historia
Fue creada el 1 de enero de 2018, en aplicación de una resolución del prefecto de Marne de 21 de diciembre de 2017 con la unión de las comunas de Gionges, Oger, Vertus y Voipreux, pasando a estar el ayuntamiento en la antigua comuna de Vertus.

## Demografía
| Gráfica de evolución demográfica de Blancs-Coteaux entre 1800 y 2015 |
|                                                                      |

Los datos entre 1800 y 2015 son el resultado de sumar los parciales de las cuatro comunas que forman la nueva comuna de Blancs-Coteaux, cuyos datos se han cogido de 1800 a 1999, para las comunas de Gionges Oger Vertus y Voipreux de la página francesa EHESS/Cassini. Los demás datos se han cogido de la página del INSEE.

## Composición
| Comuna delegada | Código INSEE | Población (2015) | Superficie (km²) | Densidad (hab./km²) |
| --------------- | ------------ | ---------------- | ---------------- | ------------------- |
| Gionges         | 51271        | 218              | 10.75            | 20                  |
| Oger            | 51411        | 561              | 15.06            | 37                  |
| Vertus          | 51612        | 2372             | 35.68            | 66                  |
| Voipreux        | 51651        | 229              | 4.52             | 53                  |